# Іліас Вріоні
Іліас Вріоні (1882—1932) — албанський політик і землевласник. Він призначався на пост Прем'єр-міністра Албанії тричі.

## Біографія
Іліас Вріоні народився 1882 року у Бераті, у провінції Яніна Османської імперії й помер у Парижі у 1932 році. Представник видатного дворянського роду Албанії. Син Мехмета Алі-паши Вріоні, високо посадовця в адміністрації Османської імперії.
Іліас Вріоні був одним з авторів Декларації незалежності Албанії у 1912 році. Його тричі обирали на пост прем'єр-міністра, а також 5 разів на пост міністра закордонних справ Албанії. Він помер у Парижі у 1932 році, коли вдруге займав посаду представника Албанії у Парижі й Лондоні.
Іліас Вріоні у 1920-их роках отримав орден Старшого офіцера Почесного легіону Французької республіки.

## Політична діяльність
- Підписав Декларацію про незалежність Албанії: 28 листопада 1912
- Прем'єр-міністр Албанії: 19 листопада 1920 — 1 липня 1921
- Прем'єр-міністр Албанії: 11 липня 1921 — 16 жовтня 1921
- Прем'єр-міністр та міністр закордонних справ Албанії: 27 травня 1924 — 10 червня 1924
- Міністр закордонних справ Албанії: 30 березня 1924 — 27 травня 1924
- Міністр закордонних справ Албанії: 12 лютого 1927 — 21 жовтня 1927
- Міністр закордонних справ Албанії та заступник міністра юстиції: 26 жовтня 1927 — 21 травня 1928
- Міністр закордонних справ Албанії: 11 травня 1928 — 1 вересня 1928
- Міністр закордонних справ Албанії: 5 вересня 1928 — 13 січня 1929
- Представник Албанії у Парижі й Лондоні: 1925 — 1926
- Представник Албанії у Парижі й Лондоні: 1929 — 1932